# Гюлюч
Гюлюч (тур. Gülüç) — город в Турции, в провинции Эрегли. По данным на 2009 год, население города составляет 7249 человек. Высота над уровнем моря — 97 м.

## География
Город состоит из четырёх кварталов: Бекери, Ченгельбурну, Меркез и Эренчик.